# 姫路鉄道部
姫路鉄道部（ひめじてつどうぶ）は、兵庫県姫路市にあった西日本旅客鉄道（JR西日本）の鉄道部の一つである。

## 概要
ローカル線の活性化と効率的な鉄道運営ができるように1991年4月1日から鉄道部制度を導入し、姫新線姫路駅（構内のぞく）- 上月駅間を姫路鉄道部が運営するように改められた。また、播但線全線で運用される列車も所属するようになった。
神戸支社の管轄下のもと運転士も所属している。発足当時は姫路駅構内に事務所をおいていたが、同駅の高架化事業に伴い余部駅 - 太市駅間に移設された。
2021年7月に機構改革により姫路鉄道部を廃止。ひめじ運転区と網干総合車両所余部派出所に再編された。

## 車両基地
姫新線余部駅 - 太市駅間にある。基地構内へは余部信号場から出入区している。
もともとは姫路駅構内に存在したが、「JR山陽本線等連続立体交差事業」の一環で現在地に移設された。移設事業期間は1990年から1994年、最大留置車両数36両、面積27,900㎡、延長695m、幅員9 - 94mの規模である。
検査で網干総合車両所（時折、後藤総合車両所）に出入りする場合は姫路駅を経由するが、2006年3月から2008年12月22日に姫路駅が完全に高架化されるまでは津山駅と岡山駅を経由するルートか、新見駅経由で後藤総合車両所へ入所であった。

## 配置車両の車体に記される略号
所属組織の略号と、姫路の電報略号である「ヒメ」から構成されている。神戸支社管轄時代は「神ヒメ」（「神」は神戸支社を意味する）、2010年12月1日の組織改正により近ヒメ（「近」は近畿統括本部を意味）となった。

## 配置車両

### 廃止時点の車両

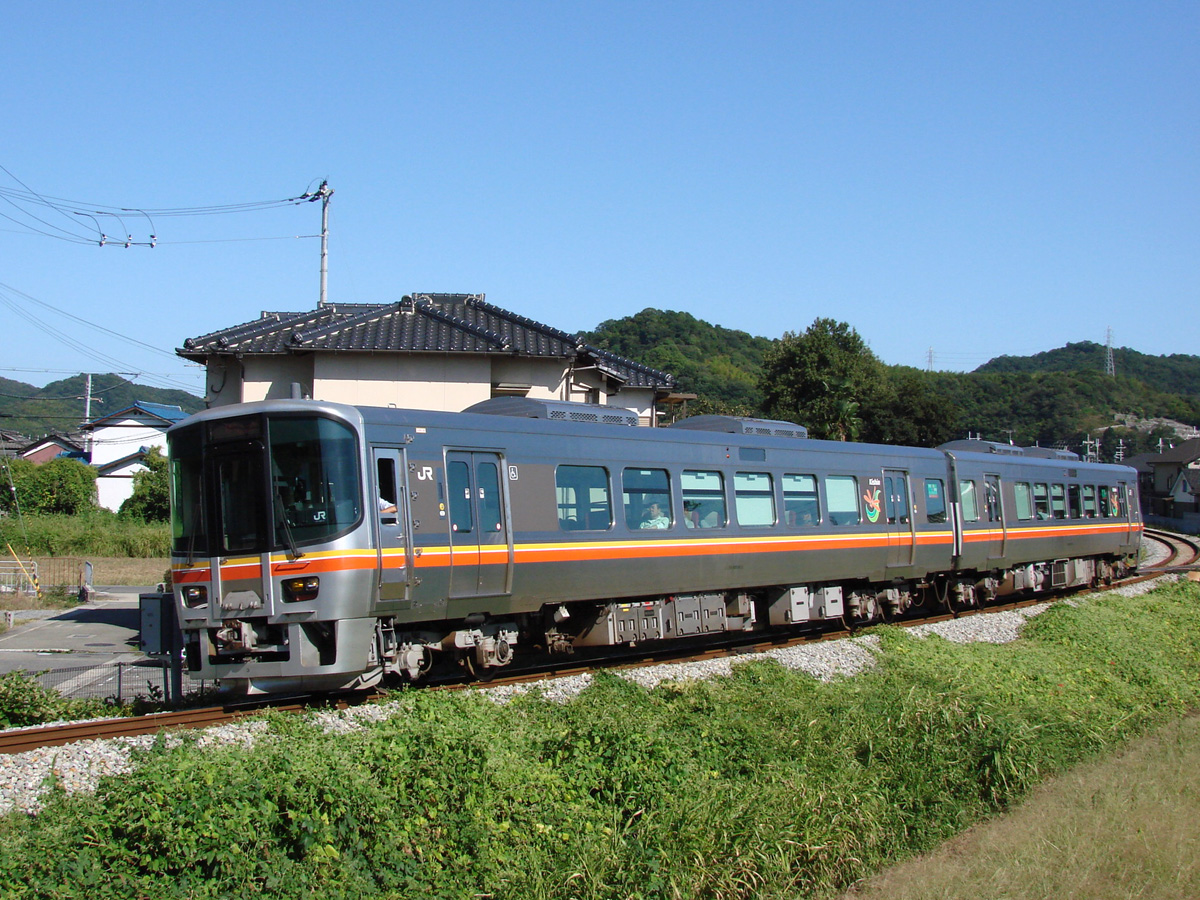
キハ127系

2021年4月1日時点の所属車両は以下の通り。
- キハ127形気動車（12両）
  - 2両編成6本計12両が所属している。
- キハ122形気動車（7両）
  - 1両編成7本計7両が所属している。

### 2020年以前に配置されていた車両
- 50系客車

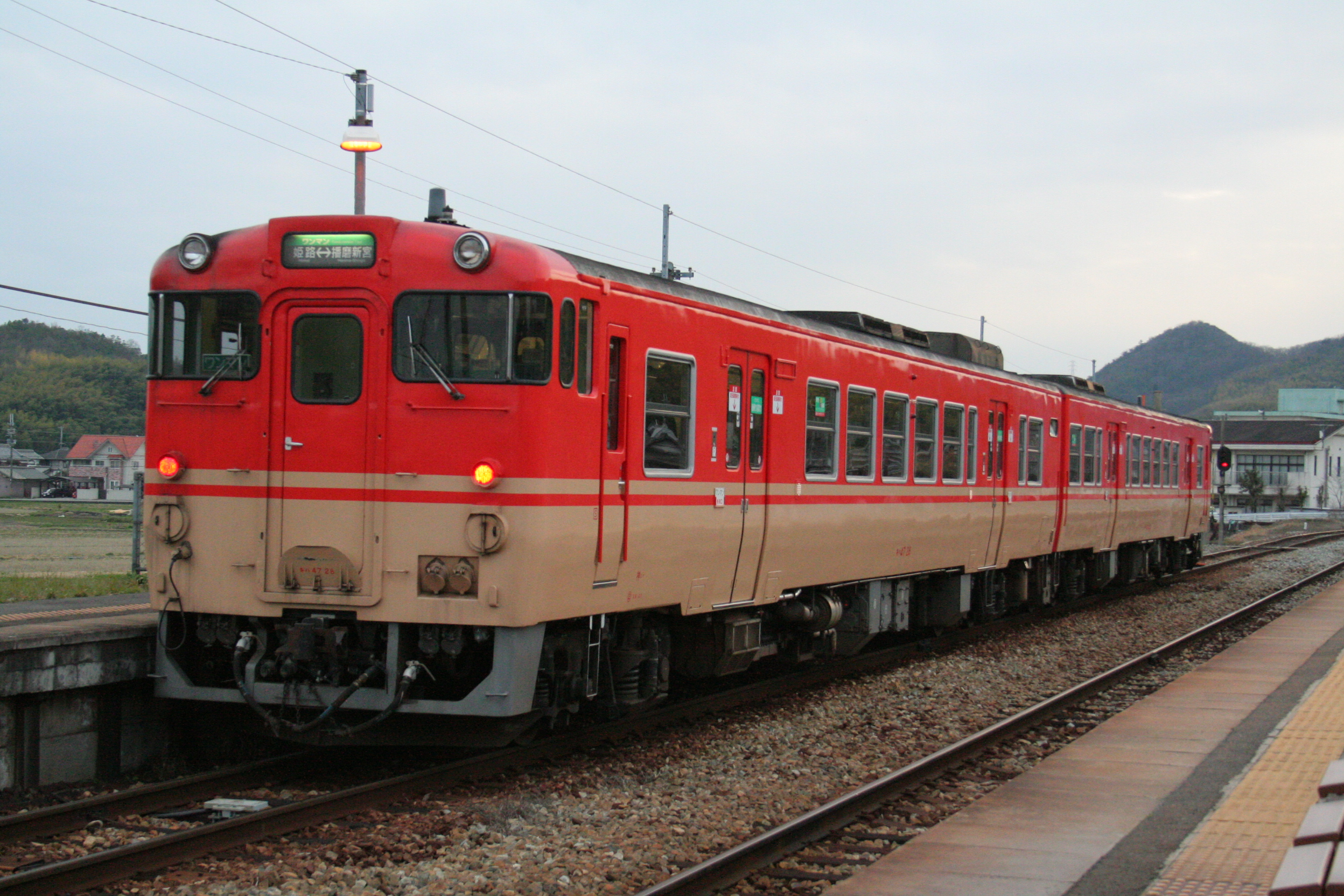
キハ47形

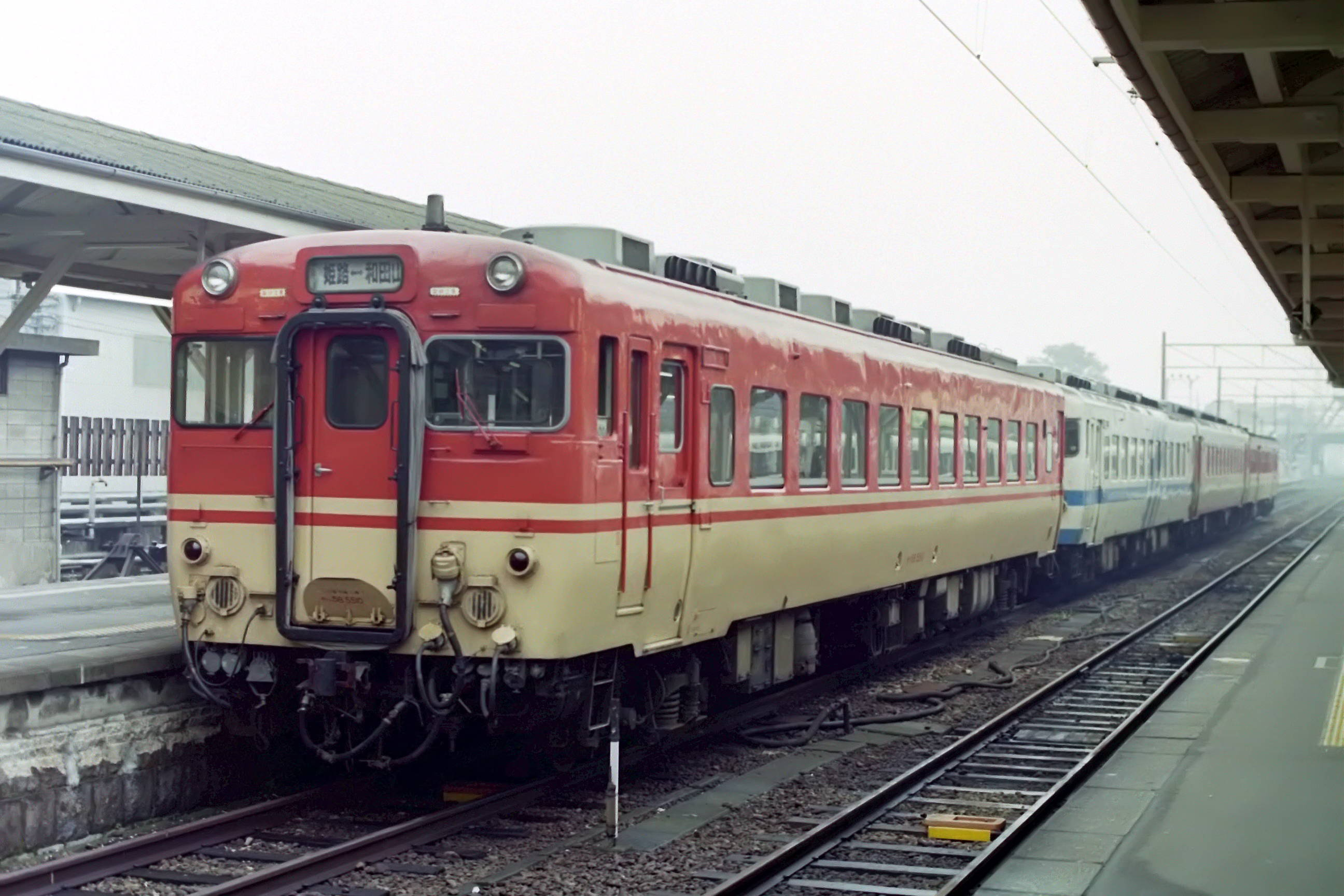
キハ58形

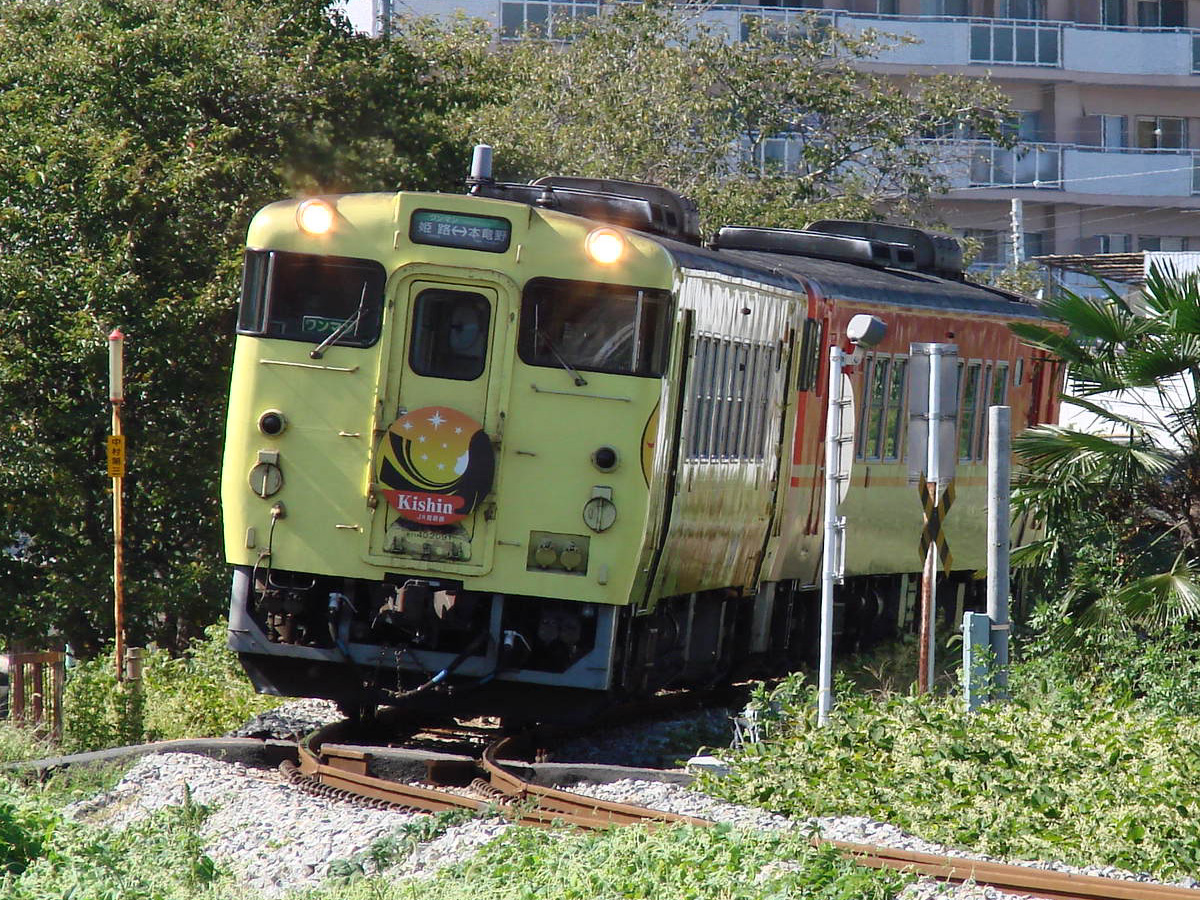
キハ40形

  - 姫路客車区から引き継がれ、姫路鉄道部発足時から配置されていた。播但線全線と姫新線姫路駅 - 上月駅間で運用されていたが1992年3月14日ダイヤ改正で運用を終了し[7]、廃車となった。
- 12系1000番客車
  - 姫路客車区から引き継がれ、姫路鉄道部発足時から配置されていた。播但線全線で運用されていたが1992年3月14日ダイヤ改正で運用を終了し[7]、廃車となった。
- キハ40・47形気動車
  - 姫路運転区から引き継がれ、姫路鉄道部発足時から配置されていた。新型車両であるキハ122・127系によって運用が置き換えられ、2009年3月13日限りで運用を離脱した。余剰となった車両は2009年4月までに豊岡鉄道部や岡山気動車区・後藤総合車両所・鳥取鉄道部に転属した[8][9]。
- キハ28・58形気動車
  - 客車列車置き換え用として、1991年から1992年にかけて七尾鉄道部や小浜鉄道部・富山鉄道部で余剰となったキハ28・58系気動車を改造の上、31両（キハ28形5500番台：16両、キハ58形5500番台：15両）が転入した。車体塗装はかつての所属区のままであったが、最終的に姫路色（朱色とオレンジ色の塗り分け）に統一された。1998年3月の播但線寺前以南電化開業と寺前以北の運用移管によって大半が運用を失い、6両（キハ58-5512 - 5514・キハ28-5512 - 5514）が姫新線（姫路 - 上月間）のラッシュ時に運用されていた[10]。翌1999年10月ダイヤ改正で運用がキハ40・47形に置き換えられ、同年12月に鷹取工場に廃車回送され、全車廃車となった[10][11][12]。

## 運転士乗務範囲
- 姫新線：姫路駅 - 上月駅間

## 歴史
- 1990年（平成2年）7月：飾西基地造成の事業開始[4]。
- 1991年（平成3年）4月1日：鉄道部制度に伴い、姫路駅構内に第2次鉄道部として発足[1][13]。姫路客車区が統合される。
- 1994年（平成6年）3月21日：姫路駅の連続立体交差事業に伴い、鉄道部の事務所および車両基地を同市内飾西に移転[2]。
- 1998年（平成10年）3月14日：播但線（姫路 - 寺前）電化に伴い、電化区間の車両運用を網干電車区担当に、寺前 - 和田山間を豊岡鉄道部担当に変更。本鉄道部に所属する車両は姫新線のみで運用されるようになる。
- 2021年（令和3年）7月：機構改革により廃止。ひめじ運転区[3]と網干総合車両所余部派出所に再編される。